# Gastronomía de Canadá

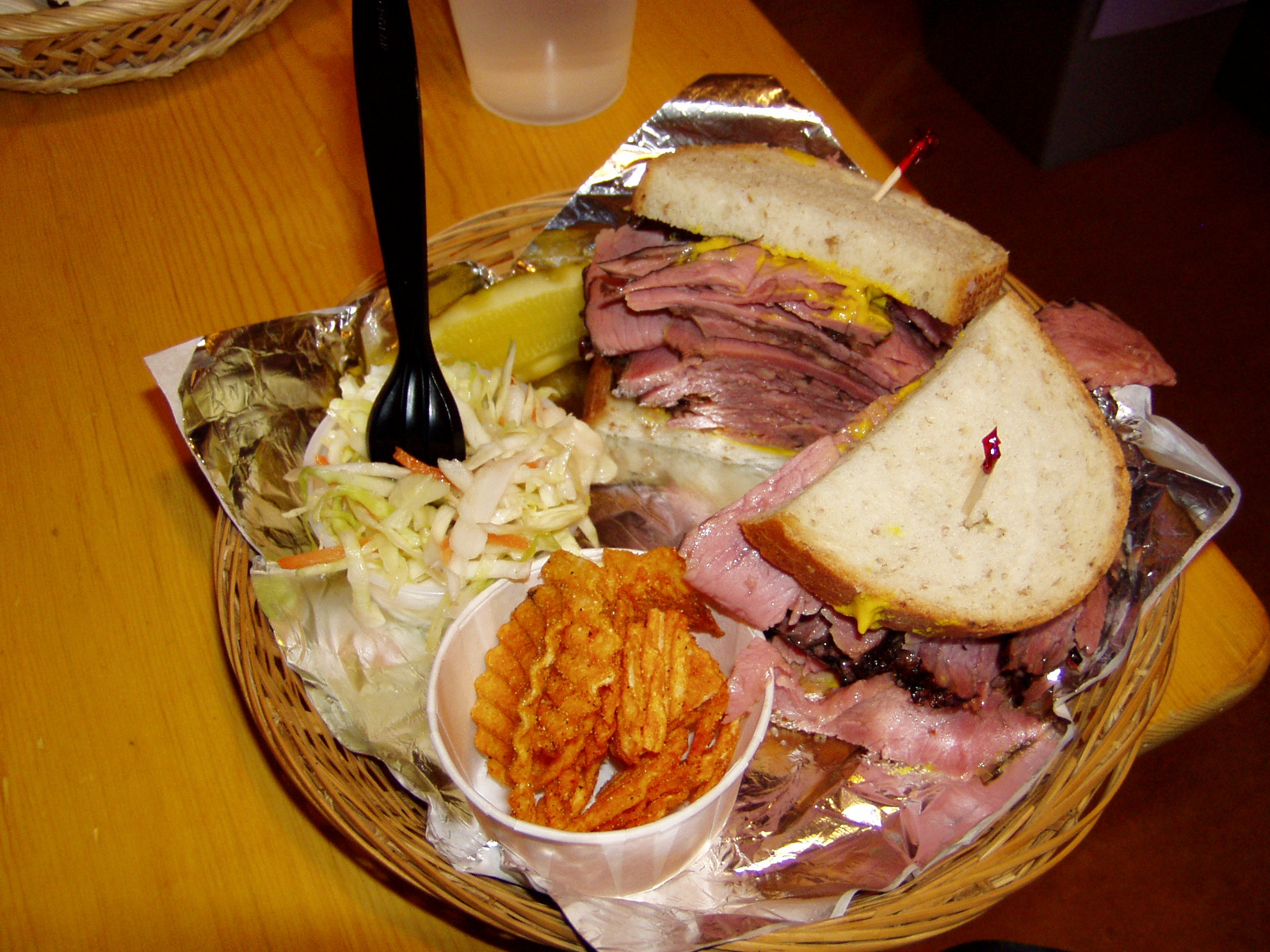
Un bocadillo de carne ahumada con sándwich.

La Gastronomía de Canadá es un conjunto de costumbres culinarias que corresponden a los habitantes de Canadá. La cocina canadiense es diversa y sabrosa, desde las carnes de bisonte, alce o vacuno, hasta pescados de agua dulce o marisco como el camarón boreal o el cangrejo de nieve. Cada región cuenta con platos únicos y posee mucha influencia de la cocina estadounidense,  la inglesa y cocina francesa, especialmente en las zonas francófonas.
Canadá es un país muy extenso, el segundo más grande del mundo, con abundantes cosechas y recursos naturales. Su gastronomía varía entre las diferentes provincias y territorios, con tradiciones culinarias que hunden sus raíces en las británicas, francesas e indígenas. Durante los siglos XIX y XX, el aumento de la inmigración en Canadá trajo consigo una enorme variedad de recetas y tradiciones de las naciones de origen de los inmigrantes. Actualmente, también tiene mucha influencia estadounidense. Por eso, se tiende a describir la cocina canadiense como un collage de platos de las más diversas tradiciones culturales.
Por otra parte, la extensión del país y los distintos productos y materias primas han contribuido igualmente a conformar la riqueza de las distintas tradiciones culinarias canadienses. No existe, pues, una única cocina que abarque todo el país, sino que cada región mantiene sus propias tradiciones basadas en los cultivos locales y productos autóctonos, dando lugar a una curiosa fusión entre multiculturalismo y localismo. Así, encontramos regiones con platos basados en la carne de vaca, el cordero, o el bisonte. En otras, hay recetas con patos, gansos canadienses y otras aves. En las zonas costeras se pueden disfrutar deliciosos platos de pescado y marisco. Otros platos típicos incluyen productos como arándanos rojos y azules, legumbres, vegetales característicos o con derivados del sirope de arce, oro líquido de Canadá. Además, Canadá es famoso por su beicon, jamón, empanadas de carne y carnes preservadas.

## Platillos
- Tourtière - Pastel de carne muy celebrado en Quebec durante la Navidad Ingredientes: 1 papa, 3/4 kg de carne molida de cerdo, 3/4 kg de carne molida de vaca, 1 cebolla picada,1 diente de ajo picado, sal, 1/2 cucharadita de salvia, 1/2 cucharadita de mostaza seca, 1/2 taza de agua hervida de la papa. Ingredientes para la decoración del pastel: Normalmente se decora con 1 kg y 2 kilos de harina.
- Sirope de arce - Se extrae de la savia de arce, habitualmente del arce de azúcar y del arce negro. Existen numerosas tonalidades desde el ámbar claro hasta el extra oscuro, pasando por tonos intermedios.[5] En Primavera se colecta y después es procesada por los cultivadores.
- Carne ahumada - Se asocia con Montreal, Quebec, Canadá. Se suele servir en un plato o en un sándwich de sándwich de pan de centeno con mostaza. Lo más característico del sándwich Montreal es la cantidad de carne que contiene y habitualmente el cliente puede elegir el tipo de carne del relleno, de magra a grasa y todos los cortes intermedios.[6]
- Calgary beef hash - Se trata de carne macerada con una guarnición de frijoles.
- Peameal Bacon o Canadian bacon - Consiste en lomos de bacón hechos a partir de lomo de cerdo, cortado en finas lonchas, encurtido y enrollado en harina de maíz.
- BeaverTails or Queues de Castor - Es un dulce hecho con masa frita a la que se le da una forma alargada y aplanada que recuerda a la cola de un castor, de donde viene su nombre. Se toman con diferentes ingredientes, como crema de cacao, pastel de manzana, canela o crema.
- Winnipeg Goldeye - Es un pescado de agua dulce que se prepara en salmuera, tiñéndolo con colorante rojizo y ahumándolo con leña de roble.
- Fiddleheads - Son brotes de helecho cocinados con pollo, patatas y otros vegetales.
- Bannock o pan indio - Es un panecillo o bollo plano, cocinado al fuego, característico de las Naciones Originarias de Canadá.
- Oreilles de crisse - Es un plato tradicional de la provincia de Quebec elaborado con las cortezas de cerdo fritas asadas o fritas en aceite.
- Nanaimo bars - Es un postre que no requiere ser cocinado hecho con barquillo molido (para la base), glaseado de mantequilla con sabor a natillas (para la capa del centro) y chocolate fundido (capa superior). Procede de la ciudad de Nanaimo, ubicada en Columbia Británica, en la costa oeste del país.
- Bagels - Son unos panecillos tradicionales hechos a base de harina de trigo y que recuerdan en gran medida a un dónut. Sin embargo, son salados y tienen una corteza crujiente. Los bagels de Montreal son muy especiales porque se hacen a mano y se hornean en un horno de leña.
- Paté chinois - Similar al pastel de pastor, está hecho a base de carne, maíz y puré de patatas.
- Sopa de guisantes secos - Amarilla o verde, según la variedad de guisantes utilizados, es una sopa tradicional de las comunidades francófonas y de la zona de Terranova. Suele cocinarse con cerdo y verduras.
- Poutine - patatas fritas algo más gruesas de lo normal cubiertas de salsa gravy y servidas con queso en grano —normalmente cheddar muy poco curado—.[7]
- Cipaille o "sea-pie" - es un plato de la cocina de Quebec. Tiene su origen en las largas travesías desde Inglaterra y consiste un pastel de carne que combina carnes de res, cerdo, pavo y pollo en una pasta fina de canela decorada.[8]
- Tarta de pacanas - el pastel de pacanas es un pastel de crema hecho principalmente de jarabe de maíz y pacanas (un fruto seco muy parecido a la nuez).[9]

## Gastronomía por provincias

### Columbia Británica
Como su propio nombre indica, la gastronomía de Columbia Británica tiene raíces en la de Gran Bretaña, aunque con gran influencia de la cocina asiática debido a la inmigración procedente de Japón y China y al incremento de las relaciones comerciales transpacíficas. 
En su cocina predominan los mariscos del Océano Pacífico, como el cangrejo King crab, el bacalao, el salmón pacífico, la merluza, las ostras y las gambas y langostinos, tanto fritos como asados u horneados. También hay productos autóctonos muy populares en la cocina china, como la almeja elefante o geoduck, el molusco más grande del mundo y la especie animal más longeva, ya que puede vivir hasta 168 años. 
La trucha ártica se puede encontrar en la costa del Océano Pacífico. Por su textura y sabor recuerda en gran medida al salmón. Se trata de un pescado muy saludable y rico en omega 3. Se puede incluir en salteados, asados al horno o a la parrilla, etc. Además, se suele acompañar de diferentes especias o salsas al gusto, incluyendo mantequilla a las finas hierbas, salsa picante o salsa de cítricos.
Por su clima más templado, es una zona de importante producción hortofrutícola, en la que destacan las frutas como manzanas, ciruelas, melocotones, albaricoques, fresas, peras y, especialmente los arándanos azules.
El valle de Okanagan alberga muchas de las bodegas canadienses de vinos tintos, blancos y espumosos. Además, se produce un vino de hielo propio.

### Alberta
La provincia de Alberta, interior y sin costa, es mundialmente conocida por su ganadería y la calidad de sus carnes. En su cocina predominan los platos de carne preparados en guisos a fuego lento, en barbacoas, brochetas, marinados, o asados al horno. Los estofados también son muy populares.
Entre los productos locales, encontramos bayas silvestres, frutos secos y la miel de trébol y alfalfa, muy típica de la zona.
Calgary se encuentra en la parte central de la provincia y es una de las regiones donde mayor producción de carne existe. Se toma asada y en filetes o en hamburguesa y acompañada de papas fritas o alguna ensalada. El beef hash es uno de los platos más típicos.
Además, en la ciudad de Calgary son amantes del chocolate y abundan las boutiques donde se elaboran y venden.

### Ontario
La cocina de la provincia de Ontario tiene raíces en la gastronomía de Inglaterra, dado que Canadá fue colonia de Gran Bretaña en los siglos XVIII y XIX. La región de Ottawa, la capital, está rodeada de una zona muy fértil en donde se cultivan frutas y verduras como manzanas, peras, bayas, maíz, calabazas y calabacines. Algunos de estos productos son muy característicos, como el espagueti squash. 
La zona de la Península de Niágara produce frutas, uvas y vinos de excelente calidad. Los vinos de Niágara son muy conocidos entre los enólogos y amantes del vino: tintos, blancos y vinos de hielo. Aunque en menor medida que en la vecina Quebec, con la producción de manzanas se produce también sidra de hielo.
En Ontario encontramos el peameal bacon, una receta de los emigrantes que se establecieron en Canadá provenientes de Inglaterra. Son lomos de bacon cortados en finas lonchas, encurtidos y enrollados en harina de maíz. Este tipo de carne se consume como ingrediente de sándwiches. Son famosos los del mercado de San Lorenzo, uno de los más grandes y conocidos de Toronto.
Otra de las especialidades de la zona, junto con Quebec y otras provincias, es el sirope de arce, quizá el producto canadiense más conocido. Uno de los postres más populares es el beavertail, hecho con masa frita y que recuerda a la cola del castor. Son muy famosos los del Byward market de Ottawa.
Otras delicias asociadas con Ontario son las tartas de manzana y las tortitas o pancakes.

### Quebec
La provincia más francófona de Canadá tiene una gastronomía con origen francés pero con influencias irlandesas, indígenas, y de otros países francófonos. Algunos de los platos más populares de Quebec son la tourtière, una especie de pastel de carne; el Paté chinois (parecido al pastel del pastor pero con carne, maíz y patatas); la tarta de azúcar, con sirope de arce; la poutine, sopa de guisantes secos y numerosos guisos de legumbres.
La cocina de muchas de las ciudades de Quebec, particularmente la de Montreal, ha recibido influencias de la inmigración judía. Por eso, en Montreal abundan algunos de los platos de esta gastronomía, como la carne de ternera ahumada o smoked meat, o los bagels.
Quebec es el productor más grande de sirope de arce del mundo. Este producto tan conocido y típico de la gastronomía canadiense, se emplea tanto en platos dulces como salados. Por citar algunos ejemplos, es un ingrediente básico en el salmón caramelizado o candied salmon, en algunos platos de carne y jamón al horno, en las tortitas, tartas, postres, palomitas, caramelos, y hasta en algunas cervezas.
Por otra parte, Quebec es un importante productor de deliciosos vinos de hielo, vino que se suele tomar acompañando quesos, postres, o solo. También son parte de la gastronomía de la zona la sidra de hielo y la sidra de fuego.
En la región quebequense de Laval se cultivan grandes extensiones de fresas, las cuales abastecen el 25% del mercado canadiense durante los meses de invierno así como se exportan a Estados Unidos.

### Saskatchewan
La cocina de la provincia de Saskatchewan recibe influencias de las tradiciones de las Naciones Originarias de Canadá o primeras naciones y de los emigrantes europeos. En la gastronomía de Saskatchewan encontramos platos con bisonte, bannock y bayas autóctonas como las bayas de Saskatoon, los arándanos rojos y las cerezas de Virginia. El trigo es el cultivo más común, pero también están presentes otros como la colza o canola, lino, centeno, avena, guisantes, mijo, y cebada. Mención especial merecen las lentejas. Canadá es el principal exportador del mundo y, dentro del país, Saskatchewan es el primer productor. Todos estos ingredientes forman parte de una variedad de platos típicos de la zona, particularmente de los que reciben las influencias de las naciones originarias. Así mismo, Canadá es el primer exportador mundial de trigo candeal, y Saskatchewan la región con más producción dentro del país.
La inmigración desde Inglaterra, la Península escandinava, Rusia, y Ucrania a principios del siglo XX tuvo igualmente un impacto importante en la evolución gastronómica de Saskatchewan. Los nuevos inmigrantes llevaron muchas recetas de platos típicos de sus países de origen, como el repollo relleno, carnes asadas, salchichas o los pierogi  (un tipo de pasta rellena).

### Manitoba
La gastronomía de Manitoba cuenta con platos tradicionales de las naciones originarias, principalmente guisos de carne, bisonte, caza, pescados, frutas silvestres y cereales. Winnipeg, la capital, ofrece la oportunidad de probar platos con productos típicos de la zona, como el sirope de abedul y el Winnipeg goldeye. 
El goldeye es un pescado de río relativamente abundante en la región. En la zona de Winnipeg se limpia, se prepara en salmuera, se tiñe con colorante rojizo y se ahúma con leña de roble. Este producto está considerado como un producto gourmet.
En cuanto al sirope de abedul, hay dos tipos: uno oscuro, de sabor más amargo y otro de color ámbar más dulce. El sirope de color ámbar proviene de una savia muy dulce y es un ingrediente de salsa, helados y postres. El sirope de color oscuro, con un sabor más ácido es un condimento perfecto para carne, pescado y platos de caza. 
Los cereales, las legumbres y las patatas también son típicos de Manitoba y se utilizan en multitud de guisos, ensaladas, barritas de cereales y postres. El cultivo de cáñamo está autorizado por Health Canada desde los años 90 del siglo pasado. En la actualidad se cultivan unas 36,000 hectáreas de cáñamo principalmente en Manitoba y se está integrando en su gastronomía al ser muy popular entre los vegetarianos y veganos por su sabor y sus nutrientes. 

### Provincias Atlánticas
Los productos pesqueros forman una parte sustancial de la gastronomía de las provincias marítimas de Canadá: Nuevo Brunswick, Nueva Escocia, la Isla del Príncipe Eduardo, y Terranova y Labrador. El bogavante canadiense, las vieiras, las ostras, los mejillones, el salmón, el cangrejo de nieve, el bacalao, el camarón boreal, y otros pescados y mariscos forman parte de los deliciosos menús de los restaurantes de esta región. Asimismo, encontramos la poutine acadienne. Bajo este término se engloban la poutine salée o poutine râpée, típica de Nuevo Brunswick y que consiste en bolas de patata rellenas de cerdo; y la poutine sucrée o poutine à trou, un postre con arándanos rojos o azules, manzana y una salsa de azúcar moreno integral o cassonade.
La Isla del Príncipe Eduardo es conocida por sus helados, sus ostras frescas, las almejas fritas rebozadas con patatas (fried clams and chips) y algunos postres curiosos como la tarta de algas (seaweed pie).
Entre los platos más conocidos de Nuevo Brunswick, encontramos los brotes de helecho o fiddleheads, algunas algas marinas, galletas de jengibre o gingersnaps, la tarta de arándanos y las patatas, ya que es uno de los principales productores de este tubérculo. 
Uno de los platos más curiosos de Terranova es la lengua de bacalao, que habitualmente se cocina salteando la lengua en leche y harina.
Algunos de los platos más famosos que podemos encontrar en la gastronomía de Nueva Escocia son la cena de langosta, la sopa de marisco o los pasteles de cangrejo. También encontramos el hodge podge, un plato local tradicional que combina frijoles, zanahorias y guisantes, adaptando los ingredientes a la verdura fresca y de temporada. El blueberry grunt, es un postre típico de la región a base de arándanos salvajes y crumble de galleta.
Además, en Nueva Escocia se producen vinos, cervezas artesanales y bebidas espirituosas como vodka y whisky.
|  |  |  |

### El Norte de Canadá
La gastronomía del Norte de Canadá: Territorios del Noroeste, el Yukon y Nunavut, se fundamenta en las costumbres de los pueblos inuit, y se elabora siguiendo métodos tradicionales. Debido a los costes del transporte, las carnes de caza como el caribú, liebres, ardillas y pescados conforman la base de esta cocina. Los platos típicos contienen muchos ingredientes de temporada con amplia utilización de conservas y algunas verduras silvestres y bayas, recogidas durante la primavera y el verano. Entre las especialidades se pueden encontrar elaboraciones con carne de foca, trucha ártica, toro almizclero, caribú, carne de ballena y los panecillos indios o bannocks.